# Triade (kriminelle Vereinigung)
Triaden (chinesisch 三合會 / 三合会, Pinyin Sānhéhuì – „Gesellschaft der Triaden, Gesellschaft der Drei Harmonien“) sind nach ihrem Symbol, dem Dreieck für „Himmel, Erde und Menschheit“, bezeichnete Vereinigungen im Bereich der organisierten Kriminalität, die ihren Ursprung im alten China zur Zeit der Qing (1644–1912) haben. In der Presse und auch in der Literatur werden die Triaden bisweilen zumeist als Umschreibung auch als „Chinesische Mafia“ bezeichnet. Sie haben ihre Sitze in Hongkong, Vietnam, Macau, Taiwan und China, operieren aber auch fern ihres Ursprungslandes zum Beispiel in den USA oder in Europa, seit den 1930er Jahren in Großbritannien. Es gibt schätzungsweise über 5000 Triaden in China, die oft miteinander Bündnisse schließen.
Symbol der Triaden ist der Drache (vgl. Yakuza), der nach chinesischem Verständnis Weisheit und Kraft verkörpert. Als Erkennungszeichen verwenden die Triaden-Mitglieder untereinander Geheimsymbole und verständigen sich per Finger- oder Sprachcode.

## Große Triaden
Triadenorganisationen in Hongkong sind beispielsweise:
- 14K-Triade (30.000 Mitglieder, 35 Klans)
- Luen Group (mehr als 12.000 Mitglieder)
- Shui Fong (30.000 Mitglieder)
- Sun Yee On (50.000 Mitglieder)
- Tai Huen Chai – Big Circle Gang (5000 bis 10.000 Mitglieder)
- Wo Hop To (50.000 Mitglieder)
- Wo Shing Wo (40.500 Mitglieder, 10 Klans)

Triadenorganisationen in Taiwan sind beispielsweise:
- Bamboo Union
- Celestial Way
- Shih Hai Bang – Four Seas Gang (mehrere 10.000 Mitglieder, weltweit mit Schwerpunkt in Taiwan)

## Geschichte

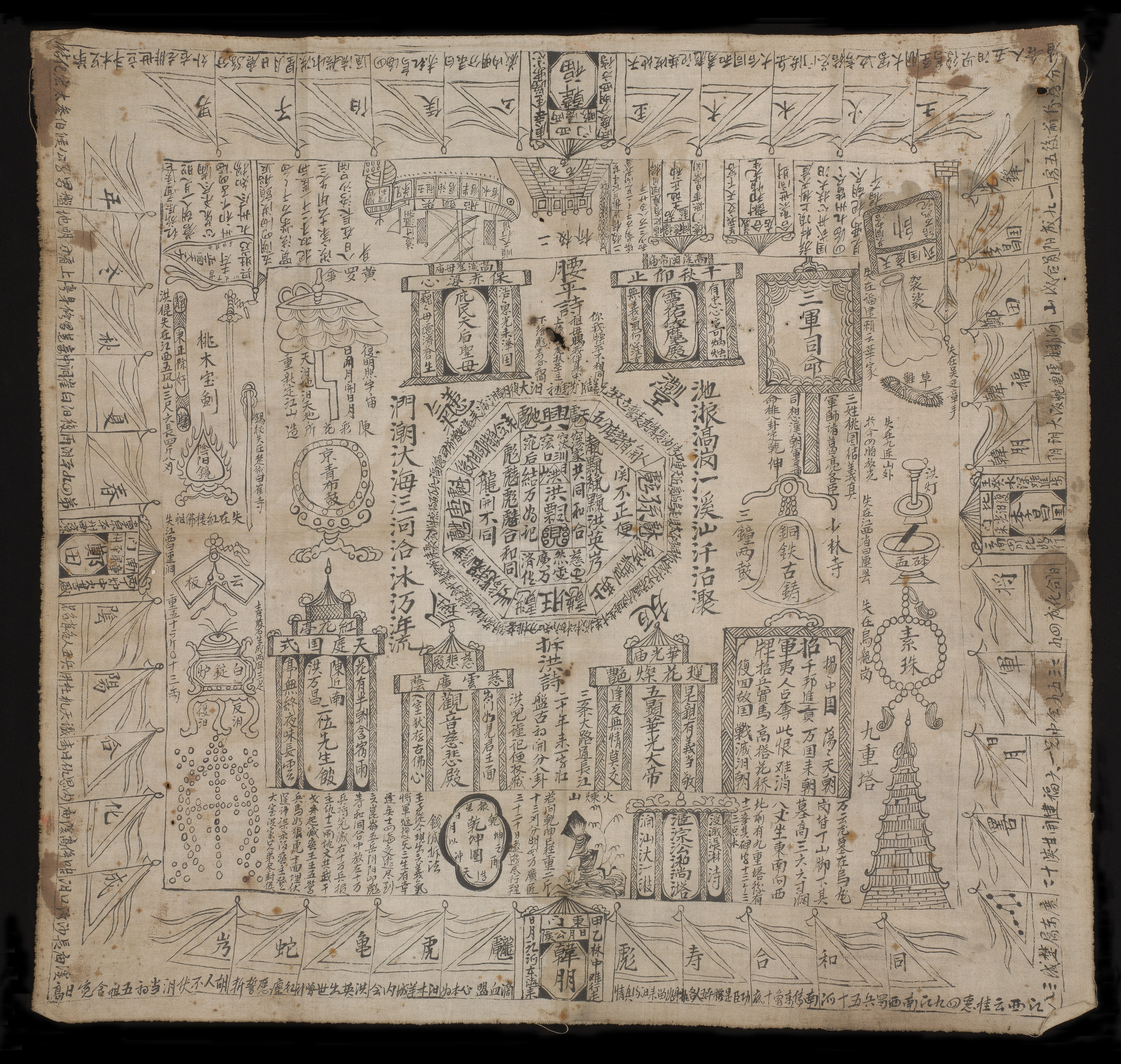
Zeichnung und Symbole – Tuch der Eintrittszeremonie, Ende der Qingzeit

Die alten Triaden führten ihre Geschichte gerne auf Geheimgesellschaften in Chaozhou (veraltet Chiu-Chau) zurück, in denen sich treue Anhänger der chinesischen Ming-Dynastie (1368–1644) verbündeten, um gegen die ab 1644 in China herrschende mandschurische Qing-Dynastie (1644–1912) zu kämpfen. Außerdem setzten die Triaden sich damals auch für die chinesischen Bürger ein. Ob dies frei erfunden ist, wie ähnliche patriotische Geschichten über die Mafia, oder ob gewalttätige patriotische Geheimgesellschaften zur Finanzierung ihrer Tätigkeit kriminelle Aktivitäten entwickelten (auch zum Beispiel ETA und IRA erpressten und erpressen sogenannte Steuern bzw. Schutzgelder) und schließlich völlig zu Verbrecherbanden verkamen, kann offen bleiben. Die Triaden sind seit langer Zeit ausschließlich hochorganisierte kriminelle Organisationen. Die Triaden lebten im China des 18. und 19. Jahrhunderts in einer für sie fruchtbaren Koexistenz mit einer korrupten Beamtenschaft. Ursprünglich nannten die Triaden sich „Der weiße Lotus“.

### Opiumhandel der Briten
Die große Zeit der Triaden begann ab 1772, als die Briten unter Warren Hastings begannen, Opium aus ihrer Kolonie Indien gegen Silber nach China zu verkaufen. Da dies schon seit 1729 in China verboten war, kamen nur die Geheimgesellschaften als große Abnehmer in Frage, mit denen der Opiumhandel, gedeckt von korrupten Beamten, bis zu den chinesischen Opiumhöhlen abgewickelt wurde. Haupthandelsort war zunächst Kanton, der einzige für Europäer geöffnete Hafen. Nachdem 1800 das Opiumverbot noch einmal vom Kaiser bekräftigt worden war, wurde es nicht mehr in den Hafen transportiert, sondern vor dem Hafen an eine Schmugglerflotte der Triaden übergeben. Die Firma Jardine, Matheson & Co. nahm ab 1821 auch den Schmuggel in für Europäer gesperrte Häfen auf, die ihr unter den 46 Opiumunternehmen und fast 50 Opiumreedereien in Kanton mit 60 Prozent Marktanteil die Vorherrschaft sicherten. Diese Ausweitung dehnte auch die Macht und den Reichtum der kriminellen Organisationen aus, die als Abnehmer die Droge in China verteilten.

### Opiumkrieg
Die Tatsache, dass der Absatz von durchschnittlich 340 Tonnen im Jahr zwischen den Jahren 1811 und 1820 auf durchschnittlich 1841 Tonnen im Jahr zwischen den Jahren 1829 und 1839 angestiegen war, und der ungeheure Abfluss von Silber, der schwere wirtschaftliche Verwerfungen zur Folge hatte, führte zu einem ernsthaften Versuch Chinas, die Opiumflut zu stoppen. Ab 1840 erzwang die britische Regierung mit dem Ersten Opiumkrieg de facto die Öffnung Chinas für die Opiumeinfuhr, das 1842 mit dem Vertrag von Nanking Hongkong abtreten und fünf weitere Hafenstädte, darunter Shanghai, für den Handel öffnen musste. Formal blieb Opium verboten, so dass überall die Triaden Haupthandelspartner blieben.
1858 musste China seine Häfen unkontrolliert öffnen, alle Ausländer unkontrolliert einreisen lassen und die Freiheit des Handels mit allen Produkten garantieren. Der Vertrag von Tianjin vom Juni 1858 gestattete ausdrücklich auch den Import von Opium. 1880 erreichten die Opiumimporte mit 6500 Tonnen zur Versorgung von inzwischen 20 Millionen Süchtigen ein Rekordniveau, wobei inzwischen die chinesische Regierung durch eine Importsteuer beteiligt war.
Nun befahl der Kaiser, Opium im Land anzubauen, und um die Jahrhundertwende betrug die chinesische Eigenproduktion 22.000 Tonnen, während der Importanteil aus Indien auf 3.500 Tonnen zurückging. Seit 1880 wurde massiv Morphin importiert und seit 1900 in der deutschen Kolonie Tsingtau das Bayerprodukt Heroin.
Das Geschäft mit dem Opium war auch wichtige Grundlage der Finanzierung der nach Zusammenbruch der Kaiserherrschaft aufkommenden Warlords.

### Shanghai, die Grüne Bande und die Rote Bande
Die Stadt Shanghai wurde vor allem von zwei Triaden beherrscht, der Roten Bande, Partner der britischen Firma Jardine, Matheson & Co und des britischen Geheimdienstes, geführt von Chang Hsiao-lin, und der Grünen Bande, die mit den Franzosen im Rauschgift- und Geheimdienstgeschäft zusammenarbeitete und von „Pockennarbe“ Huang geführt wurde. Daneben existierten noch die Tong und die Liga des Himmels und der Erde.
Hauptgeschäft waren die sogenannten Anti-Opiumpillen. 10.000 Pillen wurden hergestellt aus zwei Unzen (2 × 31 Gramm) reinem Heroin, 1/2 Unze Strychnin, einer Unze Quinnin (Chinin), fünf Unzen Coffein, 48 Unzen Milchzucker und zehn Unzen Zucker. Dabei wurden riesige Umsätze erzielt. So lieferten die I.G.-Farben 1927 mit einer einzigen Bestellung fast anderthalb Tonnen Strychnin.
Vermittler der beiden Geheimgesellschaften und ursprüngliches Haupt der Grünen Bande war Tu Yueh-sheng. 1925, nach dem Tod von Sun Yat-sen, traten diese drei Bandenführer in die Kuomintang ein und unterstützten die Bewegung des 30. Mai.
1926 vereinigten sich die Gangs unter Führung des Triumvirats und Tu Yueh-sheng gründete mit der Allgemeinen Fortschrittsvereinigung eine eigene Gewerkschaft.

### Weltweite Aktivitäten
Die Einflussbezirke der beiden anderen wurden so aufgeteilt, dass die Hu-angs den Osten (von China aus gesehen), insbesondere Amerika zugeteilt bekamen, die Changs den Westen, insbesondere Europa.
1935 sicherte sich der US-Großkriminelle Meyer Lansky, nachdem die Luxol-Fabrik in Elberfeld geschlossen und ein Schmuggelring in Wien zerschlagen worden waren und so die Versorgung mehrere Jahre gestockt hatte, große Heroinlieferungen aus Shanghai, die in den Heroinraffinerien von Chang hergestellt und über Verbindungsmänner von Huang in die USA geliefert wurden.
Nach Ende des Bürgerkrieges, der mit dem Sieg der Kommunisten endete, wurde die Produktion im sogenannten Goldenen Dreieck von dorthin ausgewichenen Kuomintang-Truppen aufgebaut und von dort über Bangkok von den Triaden in alle Welt gehandelt. In Europa wurde Amsterdam der wichtigste Importhafen.

### Südostasien, Saigon
Verbreitet war die Opiumsucht auch bei den chinesischen Gemeinden in den Städten Südostasiens. Dementsprechend waren nicht nur als Ausbeuter von Prostituierten, sondern auch als Opiumhändler innerhalb der Gemeinden überall die Triaden stark. Allein in Saigon gab es sechs Clans. Nachdem 1952 die 4000 Opiumläden Saigons hatten schließen müssen, beherrschte die Bình-Xuyên-Gang das Drogengeschäft und bildete die Machtbasis von Kaiser Bảo Đại. Der Opiumhandel wurde vom Chef der Bình Xuyên, General Le Van Vien, gesteuert. Das Opium wurde unter der Verantwortung von Colonel Roger Trinquier von einer Gruppe Korsen mittels deren privater Fluggesellschaft von den Anbaugebieten der Meo nach Vietnam geflogen.
Die Macht dieser Gang wurde gebrochen, weil Kaiser Bảo Đại auf die Franzosen setzte. Der Vertreter der amerikanischen Interessen Colonel Edward Lansdale unterstützte mit 8,6 Millionen Dollar den antifranzösischen und proamerikanischen Premierminister Ngô Đình Diệm. Er ließ einige Armeeeinheiten unter Colonel Văn Minh nach Saigon holen, die die Bình Xuyên bekämpften und besiegten. In diesem Zusammenhang kam es auch zu Attentaten von Franzosen auf die Amerikaner, die gewalttätig beantwortet wurden. 1955 wurde Kaiser Bảo Đại nach Verhandlungen von US-Außenminister John Foster Dulles in Paris abgesetzt und die Franzosen zogen sich endgültig aus Vietnam zurück.
General Nhu, der Schwager von Diệm, setzte auf die Rote Bande. Unter ihrem Chef Chang alias „Rotnase“ beherrschten sie die meisten Opiumhütten und Bordelle der Hafengegend. Gegen 15 Prozent Umsatzbeteiligung für Nhu versorgten die Korsen unter Bonaventura Francisi (Cousin des Spielpalastkönigs der „French Connection“) nun unter dem Protektorat des Generals die Rote Bande. Vorher hatte die Rote Bande von Saigon ihren Stoff umständlich aus Laos und Bangkok bezogen. Während die Unterdrückung der Opposition in Saigon durch die eiserne Hand der Roten Bande sehr effektiv war, trieb die offene Korruption und die Zusammenarbeit der Regierung mit Gangstern auf dem Land viele patriotisch gesinnte Vietnamesen in die Arme der Kommunisten. Deshalb ließen die USA Diệm und Nhu 1963 exekutieren, fanden aber keinen verlässlichen Partner für eine straffe Militärdiktatur.
Nachdem der Vietcong am Weihnachtsabend 1964 den US-Offizierclub Saigon und am 29. März 1965 ein Loch in die Schutzmauer der amerikanischen Botschaft gesprengt hatte, wollte man das System Nhus wiederbeleben. Die Wahl fiel auf den General der Luftwaffe Nguyễn Cao Kỳ und dessen Vollstrecker General Nguyễn Ngọc Loan, der später weltbekannt wurde, weil er vor laufender Kamera einen Mann erschoss, der verdächtigt wurde, ein Vietcong zu sein. Ende 1965 hatte Loan vier der sechs Syndikate Saigons in sein Herrschaftssystem integriert. Den Opiumtransport überließen die Korsen der südvietnamesischen Luftwaffe, die von den CIA-Fluglinien Air America, Continental Air Service und Lao Development Air Service unterstützt wurde.
Diese Gruppe geriet in einen Konflikt mit einer Gruppe um den Präsidenten und Chef der Militärjunta Nguyễn Văn Thiệu, die 1968 obsiegte. Ab 1970 wurde auch an die amerikanischen Soldaten Heroin verkauft, von denen im Sommer 1971 bereits 20 Prozent süchtig waren. 1972 waren in Vietnam etwa 500.000 amerikanische Soldaten stationiert, von denen viele Heroin konsumierten. Saigon fiel am 30. April 1975. Mit dem Ende des Vietnamkrieges verlegten die letzten Kuomintang-Truppen zusammen mit flüchtenden Meo ihr Hauptquartier in den Norden Thailands in Nachbarschaft zu den Shan und Karen.

## Macau
Neben dem weltweiten Rauschgiftgeschäft und der Erpressung von chinesischen Geschäftsleuten haben Triaden ein wichtiges Standbein in den Spielcasinos von Macau.